# Dave Trott
David A. Trott, detto Dave (Birmingham, 16 ottobre 1960), è un politico statunitense, membro della Camera dei Rappresentanti per lo stato del Michigan.

## Biografia
Nato a Birmingham, Trott si laureò in legge alla Duke e intraprese la professione di avvocato, fondando un proprio studio legale.
Entrato in politica con il Partito Repubblicano, nel 2014 annunciò la propria candidatura per la Camera dei Rappresentanti e sfidò nelle primarie repubblicane il deputato in carica Kerry Bentivolio. Trott riuscì a condurre una campagna elettorale efficace e sconfisse Bentivolio con un ampio margine di scarto, per poi riuscire a vincere anche le elezioni generali divenendo deputato.
Ideologicamente Dave Trott è considerato un conservatore.